# Pomplamoose
Pomplamoose er en amerikansk duo bestående af parret Jack Conte og Nataly Dawn. Gruppen blev dannet i sommeren 2008. og havde solgt omkring 100.000 sange online i 2009. De er kendt for deres virale videoer på YouTube, og coverversioner af populære sange.

## Priser og nomineringer
| År   | Nomineret arbejde | Prisuddeling  | Kategori         | Resultat |
| ---- | ----------------- | ------------- | ---------------- | -------- |
| 2020 | Pomplamoose       | Shorty Awards | YouTube Musician | Vundet   |

## Diskografi
- Pomplamoose (2009)
- Tribute to Famous People (2010)
- Pomplamoose: Season 2 (2014)
- Besides (2015)
- Hey It's Pomplamoose (2016)
- Winter Wishes (2018)
- Best of 2018 (2018)
- Best of 2019 (2020)
- Lucid Dreaming Soundtrack (2020)
- Invisible People (2020)
- Impossible à Prononcer (2021)